# Lista de prefeitos de Barra Mansa
Esta é a lista de prefeitos do município de Barra Mansa, estado brasileiro do Rio de Janeiro.
| Nº | Nome                                  | Imagem | Partido               | Início do mandato       | Fim do mandato                          | Observações                                              |
| 1  | Engº João Luís Ferreira               |        | PRF                   | 14 de abril de 1914     | 8 de outubro de 1915                    | Prefeito nomeado                                         |
| 2  | Dr. Emídio José Ribeiro               |        | PRF                   | 9 de outubro de 1915    | 16 de março de 1916                     | Prefeito nomeado                                         |
| 3  | Dr. Gustavo Lira da Silva             |        | PRF                   | 17 de março de 1916     | 9 de novembro de 1916                   | Prefeito nomeado                                         |
| 4  | Dr. Aristides Sabóia de Alencar       |        | PLP                   | 10 de novembro de 1916  | 11 de novembro de 1917                  | Prefeito nomeado                                         |
| 5  | Dr. Eceraldo Barreto de Andrade       |        | PTC                   | 12 de novembro de 1917  | 3 de abril de 1918                      | Prefeito nomeado                                         |
| 6  | Dr. Ascânio Mesquita Pimentel         |        | PTN                   | 4 de abril de 1918      | 1° de agosto de 1922                    | Prefeito nomeado                                         |
| 7  | Dr. Alfredo Dias de Oliveira          |        | PTN                   | 2 de agosto de 1922     | 23 de agosto de 1923                    | Prefeito eleito                                          |
| 8  | João Alves Sobrinho                   |        | PTC                   | 24 de agosto de 1923    | 29 de maio de 1923                      | Interventor estadual                                     |
| 9  | Dr. Antônio Avelino de Andrade        |        | PTC                   | 30 de maio de 1923      | 2 de dezembro de 1924                   | Interventor estadual                                     |
| 10 | Dr. Wanderlino Teixeira Leite         |        | PLP                   | 3 de dezembro de 1924   | 10 de fevereiro de 1927                 | Prefeito eleito                                          |
| 11 | Cap. Oscar Teixeira de Mendonça       |        | PTN                   | 11 de fevereiro de 1927 | 10 de fevereiro de 1929                 | Prefeito eleito                                          |
| 12 | Dr. Gustavo Lira da Silva             |        | PTN                   | 11 de fevereiro de 1929 | 3 de novembro de 1930                   | Prefeito eleito                                          |
| 13 | Eduardo Junqueira                     |        | PTC                   | 4 de novembro de 1930   | 30 de dezembro de 1930                  | Interventor estadual                                     |
| 14 | Cap. Bertolino J. Gonçalves           |        | PLP                   | 31 de dezembro de 1930  | 6 de março de 1931                      | Interventor estadual                                     |
| 15 | José Antônio Alves Sobrinho           |        | PLP                   | 7 de março de 1931      | 9 de junho de 1931                      | Interventor estadual                                     |
| 16 | Dr. Isimbrado Rodrigues Peixoto       |        | PTN                   | 10 de junho de 1931     | 3 de julho de 1934                      | Interventor estadual                                     |
| 17 | Cap. Mário Pinto dos Reis             |        | PTC                   | 4 de julho de 1934      | 26 de fevereiro de 1942                 | Interventor estadual                                     |
| 18 | Engº Joaquim Ribeiro de A. Matos      |        | UCR                   | 27 de fevereiro de 1942 | 4 de janeiro de 1944                    | Interventor estadual                                     |
| 19 | Dr. Oscar Bulcão Viana                |        | PSD                   | 5 de janeiro de 1944    | 16 de maio de 1945                      | Interventor estadual                                     |
| 20 | Dr. Paulo Pires de Melo               |        | UCR                   | 17 de maio de 1945      | 21 de junho de 1946                     | Interventor estadual                                     |
| 21 | Marcil Rosa de Lima                   |        | PSD                   | 22 de junho de 1946     | 29 de maio de 1946                      | Interventor estadual                                     |
| 22 | Dr. Oscar Bulcão Viana                |        | PSD                   | 30 de maio de 1946      | 2 de fevereiro de 1946                  | Interventor estadual                                     |
| 23 | José Cardos Guimarães Cotia           |        | PSD                   | 3 de fevereiro de 1946  | 4 de fevereiro de 1947                  | Interventor estadual                                     |
| 24 | Francisco Junqueira Vilela            |        | PTB                   | 5 de fevereiro de 1947  | 30 de janeiro de 1947                   | Interventor estadual                                     |
| 25 | Flávio Miranda Gonçalves              |        | PSD                   | 31 de janeiro de 1947   | 31 de janeiro de 1951                   | Prefeito eleito em sufrágio universal                    |
| 26 | João Chiesse Filho                    |        | PTB                   | 1º de fevereiro de 1951 | 1° de abril de 1952                     | Prefeito eleito em sufrágio universal                    |
| —  | Dirceu Chiesse Coutinho               |        | PDC                   | 2 de abril de 1952      | 2 de maio de 1952                       | Prefeito interino                                        |
| —  | João Chiesse Filho                    |        | PTB                   | 3 de maio de 1952       | 31 de janeiro de 1955                   | Prefeito eleito em sufrágio universal, de volta ao cargo |
| 27 | Engº Leonísio Sócrates Batista        |        | PR                    | 1º de fevereiro de 1955 | 31 de janeiro de 1959                   | Prefeito eleito em sufrágio universal                    |
| 28 | João Chiesse Filho                    |        | PTB                   | 1º de fevereiro de 1959 | 30 de agosto de 1962                    | Prefeito eleito em sufrágio universal                    |
| —  | Dr. José Fontes Torres                |        | PSB                   | 30 de agosto de 1962    | 1º de fevereiro de 1963                 | Prefeito interino                                        |
| 29 | Prof. Moacir Arthur Chiesse           |        | PTN                   | 1º de fevereiro de 1963 | 31 de janeiro de 1967                   | Prefeito eleito em sufrágio universal                    |
| 30 | Marcello Fonseca Drable               |        | MDB                   | 1º de fevereiro de 1967 | 31 de janeiro de 1971                   | Prefeito interino                                        |
| 31 | Luís Carlos Suckow Ferreira do Amaral |        | PMDB                  | 1º de fevereiro de 1971 | 31 de janeiro de 1973                   | Prefeito eleito em sufrágio universal                    |
| 32 | Féres Osraia Nader                    |        | ARENA                 | 1º de fevereiro de 1973 | 31 de janeiro de 1977                   | Prefeito eleito em sufrágio universal                    |
| 33 | Marcello Fonseca Drable               |        | MDB                   | 1º de fevereiro de 1977 | 15 de maio de 1982                      | Prefeito eleito em sufrágio universal                    |
| —  | Elmiro Chiesse Coutinho               |        | PMDB                  | 15 de maio de 1982      | 1º de fevereiro de 1983                 | Prefeito interino                                        |
| 34 | Luís Carlos Suckow Ferreira do Amaral |        | PMDB                  | 1º de fevereiro de 1983 | 31 de janeiro de 1988                   | Prefeito eleito em sufrágio universal                    |
| —  | Alderando Casali Marques              |        | PMDB                  | 31 de janeiro de 1988   | 1º de janeiro de 1989                   | Prefeito interino                                        |
| 35 | Ismael Alves de Sousa                 |        | PMDB                  | 1º de janeiro de 1989   | 31 de dezembro de 1992                  | Prefeito eleito em sufrágio universal                    |
| 36 | Luís Carlos Suckow Ferreira do Amaral |        | PMDB                  | 1º de janeiro de 1993   | 31 de dezembro de 1996                  | Prefeito eleito em sufrágio universal                    |
| 37 | Inês Pandeló                          |        | PT                    | 1º de janeiro de 1997   | 31 de dezembro de 2000                  | Prefeita eleita em sufrágio universal                    |
| 38 | Roosevelt Brasil Fonseca              |        | PSB                   | 1º de janeiro de 2001   | 31 de dezembro de 2004                  | Prefeito eleito em sufrágio universal                    |
| 38 | Roosevelt Brasil Fonseca              | PMDB   | 1º de janeiro de 2005 | 31 de dezembro de 2008  | Prefeito reeleito em sufrágio universal |                                                          |
| 39 | José Renato Bruno Carvalho            |        | PMDB                  | 1º de janeiro de 2009   | 31 de dezembro de 2012                  | Prefeito eleito em sufrágio universal                    |
| 40 | ¹Jonastonian Marins de Aguiar         |        | PCdoB                 | 1º de janeiro de 2013   | 31 de dezembro de 2016                  | Prefeito eleito em sufrágio universal                    |
| —  | Jorge Oliveira Costa                  |        | PRB                   | 1º de junho de 2016     | 19 de julho de 2016                     | Prefeito interino                                        |
| 41 | Rodrigo Drable Costa                  |        | PMDB                  | 1º de janeiro de 2017   | 31 de dezembro de 2020                  | Prefeito eleito em sufrágio universal                    |
| 42 | Maria de Fátima Lima da Silva         |        | PSC                   | 14 de julho de 2020     | -                                       | Interina                                                 |
| 42 | Rodrigo Drable Costa                  |        | DEM/PROS/UNIÃO/SD     | 1º de janeiro de 2021   | 31 de dezembro de 2024                  | Prefeito eleito em sufrágio universal                    |
| 43 | Luiz Antônio Furlani Filho            |        | PL                    | 1º de janeiro de 2025   | Atualidade                              | Prefeito eleito em sufrágio universal                    |

¹ O Prefeito Jonas Marins fora afastado do cargo em 31 de maio de 2016 em decisão liminar da Justiça Estadual, por escândalo de corrupção na Saúde, tendo retornado em 19 de julho de 2016 por decisão liminar do STF que suspendeu os efeitos do prolatado pela Justiça do Estado do Rio de Janeiro.